# فاليبالي
فاليبالي (بالإنجليزية: Valliyappalai)‏ هي منطقة سكنية تقع في سريلانكا في المقاطعة الشمالية.